# Bellemerea cinereorufescens
Bellemerea cinereorufescens är en lavart som först beskrevs av Erik Acharius, och fick sitt nu gällande namn av Clauzade & Cl. Roux. Bellemerea cinereorufescens ingår i släktet Bellemerea och familjen Lecideaceae.  Arten är reproducerande i Sverige. Inga underarter finns listade i Catalogue of Life.